# Perm (kraina)
Perm (t. Wielki Perm, ros. Пермь, Пермь Великая) – kraina historyczna w północnej Rosji przeduralskiej, między Peczorą, Wyczegdą i Kamą a Uralem. Etymologia nazwy jest niejasna, najczęściej wywodzi się ją od komijskiego parma – „wzgórze”.
Pierwotnie tereny te były zamieszkane przez ludy permskie z rodziny ugrofińskiej. Zaludnienie było rzadkie, jedynym bogactwem tych ziem były skóry zwierzęce. Wraz z ekspansją Słowian wschodnich w kierunku Uralu ziemie te znalazły się w kręgu zainteresowania księstw ruskich. Pierwsza wzmianka o wołosti „Perem” pojawia się w układzie nowogrodzko-twerskim z 1264; wynika z niej, że tak nazwany obszar należał do Rzeczypospolitej Nowogrodzkiej. Zwierzchnictwo nowogrodzkie ograniczało się do pobierania danin, nie doszło natomiast do kolonizacji. Od XIV wieku nazwą "Perm" określano już większy obszar, tożsamy z ówczesnym obszarem zamieszkiwania ludów permskich. Po osłabnięciu Nowogrodu w XIV-XV wieku na terenie Permu nad górną Kamą powstało udzielne Księstwo Wielkiego Permu z własną dynastią, zaś część Permu podległą nadal Nowogrodowi poczęto zwać Permem Starym bądź Wyczegodzkim. W 1472 tereny te zbrojnie podporządkowało sobie Księstwo Moskiewskie. Po śmierci ostatniego z książąt permskich w 1505 tereny te włączono bezpośrednio do Moskwy.
W Cesarstwie Rosyjskim Perm był podzielony między gubernie: permską, wołogodzką i archangielską. Po rewolucji komunistycznej Perm znalazł się w Kraju Północnym i obwodzie uralskim. Obecnie tereny Permu obejmuje Kraj Permski, obwód archangielski i autonomiczna Republika Komi.
Nazwę „Perm” nosi również założone w 1723 miasto na południowym skraju historycznego Permu. Nazwą „Stary Perm” określano również miasto (dziś wieś) Ust'-Wym nad Wyczegdą – ongiś ważny ośrodek Starego Permu. „Wielki Perm” był również nazwą głównego ośrodka Wielkiego Permu – Czerdynia.